# شبرا هارس
شبرا هارس إحدى قرى مركز طوخ التابع لمحافظة القليوبية بجمهورية مصر العربية.

## التاريخ
قرية شبرا هارس من القرى القديمة، حيث وردت باسم «شبرا هارس» المعروفة باسم «منية الفزاريين» في أعمال الشرقية ضمن قرى الروك الصلاحي التي أحصاها ابن مماتي في كتاب قوانين الدواوين، كما وردت باسم «شبرى هارس» من أعمال القليوبية ضمن قرى الروك الناصري التي أحصاها ابن الجيعان في كتاب «التحفة السنية بأسماء البلاد المصرية». وفي العصر العثماني ورد اسمها في التربيع العثماني الذي أجراه الوالي العثماني سليمان باشا الخادم في عصر السلطان العثماني سليمان القانوني ضمن قرى ولاية القليوبية، وفي تاريخ 1228هـ/1813م الذي عدّ قرى مصر بعد المسح الذي قام به محمد علي باشا باسم «شبرا هارس» ضمن قرى مديرية القليوبية.

## السكان
بلغ عدد سكان شبرا هارس 10,065 نسمة، حسب الإحصاء الرسمي لعام 2006.